# Alexandersittich

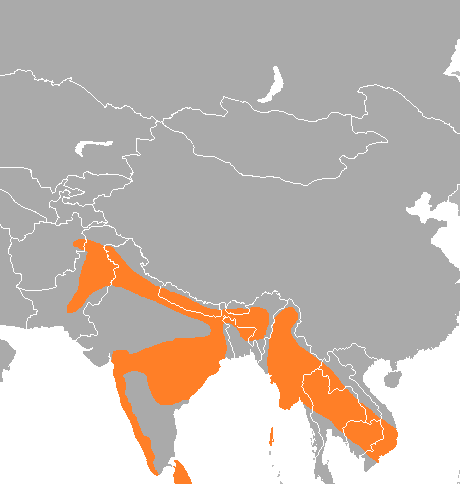
Das Verbreitungsgebiet in Südasien

Der Alexandersittich (Psittacula eupatria), oft auch Großer Alexandersittich genannt (im Gegensatz zum Kleinen Alexandersittich, dem Halsbandsittich), ist eine in Asien verbreitete Papageienart aus der Gattung der Edelsittiche. In Deutschland existieren zwei Populationen, die auf Tiere aus Gefangenschaft zurückgehen, aber noch keine etablierten Neozoen sind.

## Verbreitung
Das natürliche Verbreitungsgebiet des Großen Alexandersittichs reicht von Afghanistan und Pakistan über Indien, Birma und Thailand bis Laos, Kambodscha und Vietnam. Außerdem besiedelt er Sri Lanka und die Andamanen.
Kleinere Bestände sind als Neozoen auch in Deutschland zu finden, etwa in Wiesbaden/Mainz, Köln, Düsseldorf, Bonn, Mannheim und Heidelberg.
2018 wurden für Deutschland mehr als 168 Brutpaare bzw. mindestens 750 Individuen gezählt. 2024 wurde die Zahl der Alexandersittiche in Wiesbaden mit 1.000 angegeben.

## Äußere Merkmale
Der Große Alexandersittich wird mit 48 bis 62 cm erheblich größer als die übrigen Edelsittiche. Er hat ein überwiegend grünes Gefieder.
Um den Hals hat er ein vorne schwarzes, hinten rosafarbenes Band. Auf den Schultern sitzt ein braunroter Fleck. Die Schwanzfedern sind blaugrün und enden in gelben Spitzen. Auffallend ist der rote Schnabel. Die Augen sind blassgelb, die Füße graugrün. Das Weibchen ist wie das Männchen gefärbt, hat aber kein Halsband. Auch Farbmutanten sind bekannt.

## Verhalten
Der Große Alexandersittich bewohnt Wälder und aufgelockerte Kulturlandschaften, wo er in Schwärmen umherstreift, um nach Getreide, Nüssen, Samen und Früchten zu suchen.
In die oft selbstgefertigten Bruthöhlen legen die Tiere zwei bis vier Eier. Das Weibchen brütet allein und wird vom Männchen gefüttert. Nach 20 bis 25 Tagen schlüpfen die Jungen, die von beiden Eltern gefüttert werden. Sie verlassen das Nest, wenn sie etwa sechs Wochen alt sind.

## Unterarten
Der Große Alexandersittich kommt in mehreren Unterarten vor.
Es kommt in seltenen Fällen zu Hybriden mit dem Halsbandsittich.